# Пак Кю Су
Пак Кю Су (кор. 박규수, 朴珪壽; 27 жовтня 1807 — 9 лютого 1877, за деякими джерелами 1876) — корейський державний діяч і письменник.
Обіймав посаду губернатора Пхеньяна. З його ініціативи 1866 року потоплено американський пароплав «Генерал Шерман», який з'явився до Кореї з ультимативним візитом, і перебито всю його команду. Корейці добре пам'ятали про аналогічний візит до Японії коммодора М. Перрі 1853 року — за словами Пака Кю Су, «команда „Шермана“ сама вирила собі могилу і стрибнула туди своєю волею». Усього за кілька місяців до цього, однак, він гарно прийняв членів команди іншого американського судна The Surprise.
За декілька років потому, об'єднавши навколо себе групу корейської інтелігенції, намагався створити нову ідеологію відкритості, ініціювати прозахідні реформи та технічну модернізацію.
Незабаром після його смерті реформи було згорнуто, а за японської окупації — забуто навіть ім'я. Лише в сучасній Південній Кореї до нього повертається визнання.